# Fiorenzo Aliverti
Fiorenzo Aliverti (Cantú, 31 de marzo de 1957) es un exciclista italiano. Fue profesional entre 1981 y 1985, y durante esas cinco temporadas participó en las tres grandes vueltas del ciclismo internacional.

## Carrera
Aliverti tuvo una prometedora trayectoria como ciclista aficionado, donde se destacó como un buen escalador: en 1979 quedó segundo en la clasificación general del Baby Giro (versión amateur del Giro de Italia) por detrás del sueco Alf Segersall, y sexto en el Campeonato de Italia de Ciclismo en Ruta para aficionados. En 1980 ganó una etapa del Giro delle Regioni, y dos etapas del Baby Giro.
Pasó a profesionales en la temporada 1981, en las filas del Hoonved-Bottecchia. Durante sus dos temporadas en el equipo corrió un Giro de Italia y un Tour de Francia, sin conseguir ningún resultado relevante. En 1983 se incorporó al equipo Alfa Lum, con el objetivo de ayudar a su líder Marino Lejarreta en el Giro y en la Vuelta a España. En la edición de ese año de la Vuelta, logró la segunda posición en la clasificación del Gran Premio de la Montaña, solo por detrás de José Luis Laguía.
En 1984 fichó por el Atala-Campagnolo, donde corrió dos temporadas, durante las que participó en el Giro de Italia 1984, carrera que abandonó antes de finalizar. Tras la temporada 1985 abandonó la práctica del ciclismo profesional.

## Vida personal
Tras su retirada, Aliverti se estableció en Pietrasanta, en la Toscana, donde siguió vinculado al mundo del ciclismo a través de un negocio de bicicletas y la dirección de diversos equipos ciclistas semiprofesionales.

## Palmarés en las Grandes Vueltas
| Carrera         | 1981 | 1982 | 1983 | 1984 | 1985 |
| --------------- | ---- | ---- | ---- | ---- | ---- |
| Giro de Italia  | 62°  | -    | 51°  | ab.  | -    |
| Tour de Francia | -    | 113° | -    | -    | -    |
| Vuelta a España | -    | -    | 49°  | -    | -    |

-: no participa, ab.: abandona